# Argyrophorodes anosibalis
Argyrophorodes anosibalis är en fjärilsart som beskrevs av Antoine Fortuné Marion 1956. Argyrophorodes anosibalis ingår i släktet Argyrophorodes och familjen Crambidae. Inga underarter finns listade i Catalogue of Life.